# North Carolina Film Critics Association Awards 2015
4. ročník předávání cen asociace North Carolina Film Critics Association se konal dne 4. ledna 2016. Nominace byly oznámeny dne 28. prosince 2015.

## Vítězové a nominovaní

### Nejlepší film
Spotlight
- Carol
- Šílený Max: Zběsilá cesta
- Marťan
- V hlavě

### Nejlepší režisér
George Miller – Šílený Max: Zběsilá cesta
- Lenny Abrahamson – Room
- Todd Haynes – Carol
- Tom McCarthy – Spotlight
- Ridley Scott – Marťan

### Nejlepší adaptovaný scénář
Adam McKay a Charles Randolph – Sázka na nejistotu
- Nick Hornby – Brooklyn
- Drew Goddard – Marťan
- Emma Donoghue – Room
- Aaron Sorkin – Steve Jobs
- Phyllis Nagy – Carol

### Nejlepší původní scénář
Tom McCarthy a Josh Singer – Spotlight
- Matt Charman, Joel Coena Ethan Coen – Most špionů
- Alex Garland – Ex Machina
- Quentin Tarantino – Osm hrozných
- Pete Docter, Meg LeFauve a Josh Cooley – V hlavě

### Nejlepší herec v hlavní roli
Michael Fassbender – Steve Jobs
- Matt Damon – Marťan
- Leonardo DiCaprio – Revenant Zmrtvýchvstání
- Bryan Cranston – Trumbo
- Ian McKellen – Mr. Holmes

### Nejlepší herečka v hlavní roli
Saorise Ronan – Brooklyn
- Brie Larson – Room
- Cate Blanchett – Carol
- Charlotte Rampling – 45 let
- Elizabeth Banks – Love & Mercy

### Nejlepší herec ve vedlejší roli
Mark Ruffalo – Spotlight
- Paul Dano – Love & Mercy
- Mark Rylance – Most špionů
- Benicio del Toro – Sicario: Nájemný vrah
- Sylvester Stallone – Creed

### Nejlepší herečka ve vedlejší roli
Alicia Vikander – Ex Machina
- Rooney Mara – Carol
- Jennifer Jason Leigh - Osm hrozných
- Rachel McAdams – Spotlight
- Helen Mirren – Trumbo

### Nejlepší dokument
Amy
- Finders Keepers
- Kurt Cobain: Montage of Heck
- Podoba ticha
- Listen to Me Marlon

### Nejlepší cizojazyčný film
Fénix
- Saulův syn
- Assassin
- Mustang
- Holub seděl na větvi a rozmýšlel o životě

### Nejlepší animovaný film
V hlavě
- Anomalisa
- Hodný dinosaurus
- Snoopy a Charlie Brown. Peanuts ve filmu
- Ovečka Shaun ve filmu

### Ocenění Tar Heel
Ramin Bahrani – 99 Homes
- Peyton Reed – Ant-Man
- Finders Keepers